# Restrizioni di diritto pubblico della proprietà
Le restrizioni di diritto pubblico della proprietà (RDPP) sono importanti per i proprietari di fondi in Svizzera o per le persone che vogliono acquistare e sviluppare un fondo in Svizzera. Le restrizioni della proprietà sono disponibili in formato digitale nel Catasto RDPP. In Svizzera esistono numerose restrizioni di diritto pubblico della proprietà che devono essere rispettate.

## Che cosa sono le RDPP?
RDPP sta per restrizione di diritto pubblico della proprietà. Queste restrizioni riguardano i proprietari di fondi in Svizzera e si basano su numerose leggi, ordinanze e regolamenti ufficiali. Le RDPP possono essere prescritte dalla Confederazione, dai Cantoni o dai Comuni e riguardano diverse categorie. Ad esempio, se un fondo si trova su o vicino a un sito inquinato, vigono alcune restrizioni. Anche nel caso in cui il proprietario di un fondo* preveda un certo utilizzo per il proprio fondo possono valere determinate restrizioni. Possono sorgere importanti restrizioni anche a causa di emissioni di rumore consentite o in virtù della protezione delle acque e delle falde acquifere.

## Che cos'è il Catasto RDPP?
Il Catasto RDPP sintetizza in modo chiaro e per ogni fondo situato in Svizzera le restrizioni di diritto pubblico della proprietà. Contiene una grande varietà di dati come piani, norme giuridiche, basi giuridiche e un piccolo numero di informazioni sul fondo. È accessibile tramite i geoportali digitali cantonali. Il piano per il registro fondiario (misurazione ufficiale), la carta nazionale o un'immagine aerea di swisstopo fungono da sfondo.
Tutte le informazioni contenute nel Catasto RDPP possono essere richiamate e ulteriormente utilizzate in forma dinamica e/o statica a seconda delle esigenze. Gli estratti generati in modo dinamico contengono informazioni per singoli fondi o per intere aree. L'estratto statico sotto forma di file PDF, invece, contiene informazioni dettagliate sulle singole RDPP di un determinato fondo. L'estratto statico del Catasto serve come base decisionale, ad esempio per la concessione di una licenza edilizia o di un mutuo ipotecario. È considerato un documento ufficiale.

## Categorie e temi
In Svizzera esistono numerosi ambiti tematici in cui devono essere rispettate diverse restrizioni di diritto pubblico della proprietà. Nella prima fase (2012-2019) sono state incluse nel Catasto a livello federale le principali 17 restrizioni della proprietà di otto settori. La Confederazione, i Cantoni e i Comuni aggiungono continuamente ulteriori restrizioni della proprietà.
|  | Pianificazione del territorio | Piani di utilizzazione (cantonali/comunali) |
|  | Strade                        | Zone riservate per le strade nazionali Allineamenti per le strade nazionali |
|  | Ferrovie                      | Zone riservate per gli impianti ferroviari Allineamenti per gli impianti ferroviari |
|  | Aeroporti                     | Zone riservate per gli impianti aeroportuali Allineamenti per gli impianti aeroportuali Piano delle zone di sicurezza                                                                                  |
|  | Siti inquinati                | Catasto dei siti inquinati Catasto dei siti inquinati nel settore militare Catasto dei siti inquinati nel settore degli aeroporti civili Catasto dei siti inquinati nel settore dei trasporti pubblici |
|  | Acque                         | Zone di protezione delle acque sotterranee Aree di protezione delle acque sotterranee |
|  | Rumori                        | Gradi di sensibilità al rumore (nelle zone d’utilizzazione) |
|  | Foreste                       | Margini statici della foresta Linee di distanza dalla foresta |

## Sviluppo
Il Catasto RDPP si basa sulla legge federale sulla geoinformazione (legge sulla geoinformazione, LGI), RS 510.62, e sull'ordinanza federale sulla geoinformazione (ordinanza sulla geoinformazione, OGI), RS 510.620, entrata in vigore il 1º luglio 2008. Lo scopo della legge è di garantire che i geodati siano messi a disposizione delle autorità federali, cantonali e comunali, nonché dell’economia, della società e della scienza in maniera duratura, rapida e semplice, nella qualità necessaria e a prezzi adeguati, ai fini di un’ampia utilizzazione (articolo 1 LGI). L'allegato 1 dell'ordinanza sulla geoinformazione individua i geodati di base di diritto federale che fanno parte del Catasto RDPP. Il 1º ottobre 2009 è entrata in vigore l'ordinanza sul Catasto delle restrizioni di diritto pubblico della proprietà (OCRDPP), RS 610.622.4, che specifica il contenuto e le funzioni del Catasto RDPP. I Cantoni riproducono nei loro geoportali il Catasto RDPP e lo ampliano continuamente con ulteriori argomenti e funzioni. 
L'introduzione del Catasto RDPP è avvenuta per gradi. La prima tappa, durata fino alla fine del 2015, ha visto l'introduzione del Catasto nei Cantoni pilota di Berna, Ginevra, Giura, Neuchâtel, Obvaldo  e Nidvaldo, Turgovia e Zurigo. Sulla base delle esperienze positive maturate, la Confederazione e i Cantoni hanno avviato quindi la seconda fase. Dopo il successo dell'introduzione del Catasto sino al 2021, la strategia per il Catasto RDPP per gli anni 2020-2023 mira ad aumentare la notorietà del Catasto e quindi a incrementarne l'utilizzo.

## Confederazione e Cantoni
Il Catasto RDPP è gestito dall'Ufficio federale di topografia swisstopo e dai Cantoni. La Confederazione è responsabile dell'orientamento strategico e della definizione dei requisiti minimi per il Catasto. Coordina l'armonizzazione dei dati, definisce metodi e processi e garantisce la qualità dei dati. I Cantoni disciplinano l'organizzazione per la direzione del Catasto e nominano gli organi responsabili. Il cosiddetto ufficio responsabile del Catasto a livello cantonale riceve dalle autorità competenti i dati da inserire nel Catasto RDPP. Amministra questi dati e li mette a disposizione del pubblico attraverso il geoportale cantonale.